# Хірургічний симулятор

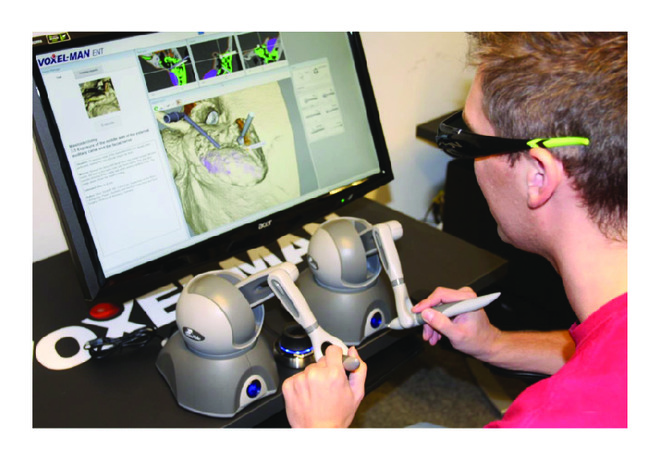
Експериментальний дизайн та вигляд від першої особи, симулятор Voxel Man TempoSurg

Хірургічний симулятор — це комп'ютерна технологія, розроблена для моделювання хірургічних операцій метою якої є навчання медичних працівників, без необхідності хворого, трупного тіла чи тварини. Ця концепція бере свій початок у 1980-ті роки у відеоіграх, але тільки в 1990-х роках з тривимірною графікою і в 2000-х роках з використанням датчиків руху для реалістичного переміщення (керування рухом) отримали технологію, якій вдалося імітувати реальну ситуацію. Найпоширенішим типом хірургічного втручання, проведеним цим методом, є лапароскопічна хірургія, хоча вона також була першою спробою перед іншими видами процедур.

## Застосування
Хірургічні симулятори, як правило, використовуються для навчання студентів-медиків і хірургів для конкретних видів процедур без використання тварин або трупів, перш ніж практикуватися на живих пацієнтах. Вони найкраще підходять для двох типів навичок, необхідних для хірургічного втручання, розвивають зорово–моторну координацію і мають здатність виконувати тривимірні дії з використанням двовимірного екрану. Зорово–моторна координація покращується, так як моделювання може надати візуальне представлення, за допомогою екрану, а також наявність тактильних відчуттів, які моделюють маніпуляції органів і тканин.
Цей вид віртуальної реальності найчастіше використовується в підготовці хірургів до лапароскопічної процедури, так як в реальності не можливо побачити хід операції. Симулятор використовує екран комп'ютера, який відображає тривимірне зображення органів, що експлуатуються. Існують різні хірургічні інструменти чи рукавички підключені до датчика руху і дотичних механізмів або механізму тактильних відчуттів, де користувач може фізично відчути різницю між змодельованими тканинами та органами. Користувач може «оперувати» на віртуальних органах, маніпулюючи інструментами, які також відображаються на екрані, в той час як користувач переміщує їх, а також наявні інструменти виявлення сили-зворотного зв'язку та зіткнення, щоб показати користувачам, коли вони просувають або переміщують окремі органи або тканини. Здійснивши введення даних від комп'ютерної томографії (КТ) і магнітно-резонансної томографії (МРТ) пацієнта можуть бути відтворені у віртуальному середовищі. Моделювання може також забезпечити більш інтенсивне навчання з впровадженням окремих патологічних випадків та ускладнень.
Проте використання цих симуляторів має свої обмеження. Хоча значні здобутки були помічені при їх використанні для розвитку початківців, їх ефективність зменшується, оскільки процедура повторюється зі студентами, що досягають своєї межі. Для більш досвідчених хірургів застосування цих тренажерів мало б мінімальну користь.

## Розробка технології
Віртуальна хірургія як засіб для моделювання процедур і навчання хірургів розвинулася з появою індустрії відеоігор. Відео ігри для розваг були однією з найбільших галузей у світі протягом деякого часу. Проте, на початку 1980-х рр., такі компанії, як Атарі почали працювати над ідеями, як використовувати це віртуальне середовище для навчання людей різним завданням і різним професіям. Молоді стажери в області медицини показали кращу зорово–моторну координацію і швидкість мислення над тими, хто ніколи не грав. Хоча графіки були вкрай обмежені, Атарі почав розвивати кілька типів симуляторів, пов'язаних з охороною здоров'я. Цей тип навчання зустрічали з сильним скептицизмом до початку досліджень в середині 1980-х років, що продемонстрували перспективу цієї концепції.
Однак, графічні та інтерактивні обмежень відеоігор, перешкоджали їхньому розвитку і корисності до 1990-х років, коли такі компанії, як Nintendo і Sony почали випускати тривимірні полігональні графіки, що започаткувало поняття «віртуальної реальності». Це все було покращено з введенням Вія систем, що дозволило більш реалістичні маніпуляції віртуальної реальності через датчики руху. Дослідження на цей раз показали, що новий спосіб взаємодії поліпшив координації та просторове сприйняття. Ці досягнення також дозволили технології перейти від «гри» до «симулятора». Хірургічна система Да Вінчі була запрограмована як перший тренажер для лапароскопічних операцій у 2005 році, і її точність і дизайн зробили так, що вона швидко розповсюдилась серед хірургів. Хоча в основному ця технологія використовується для загальної хірургічної підготовки, також вона використовується для планування конкретних операцій. Перша віртуальна хірургічна операція (де операція фактично наслідувала віртуальну практику) була проведена 17 серпня 2009 року, коли доктор Девід Кларк в Галіфаксі, Нова Шотландія видалив пухлину мозку через 24 години після видалення змодельованої пухлини. У 2010 році, численні лікарні мали певні технології симуляції, що були доступними для медичних працівників, особливо орієнтовані на підготовку лапароскопічних процедур.
Використання такого роду імітаційних технологій продовжує залишатися важливим, особливо серед молодих поколінь студентів-медиків. Ці студенти виросли як із розважальними відеоіграми, так і з серйозними іграми, розробленими для навчальних цілей, що робить використання тренажерів одночасно більш прийнятним та ефективним.
Показано, що ці студенти легше отримують користь від такого виду навчання, особливо щодо лапароскопічних процедур та накладання швів.

## Приклади
Найбільш широко застосовним симулятором для лапароскопічної хірургії сьогодні є хірургічна система «Да Вінчі». Це новітній спосіб, щоб практикувати навички для процедур, який включає в себе хірурга під час операції і управління пристроєм. Тренажер являє собою підручник, який готує хірурга для реальної хірургічної операції на Хірургічній системі «Да Вінчі». Він містить зображення в режимі реального часу, ідентичні елементи оригінального пристрою і потенційні проблеми, які можуть виникнути в ході реальної операції.
Одна з найбільш популярних ігор/симуляторів був Центр Травми, це гра, заснована на вирішенні головоломок і проблем, які можуть виникнути під час операції. Мета гри полягає у наданні допомоги своїм пацієнтам, які постраждали від нещасних випадків, переломів, внутрішніх кровотеч і травм, а також реакції на різні діагнози і виконання різних хірургічних процедур. Мета гри полягає в тому, щоб змусити користувача думати швидше і підвищити його здатність вирішувати проблеми на операційному столі. Хірурги і експерти в області охорони здоров'я кажуть, що гра ідеально підходить, для прискорення прийняття рішень на хірургічному столі, оскільки це гра, заснована на тиску на користувача, надаючи лише обмежений період часу.
Інша система Малоінвазивний хірургічний тренер-віртуальної реальності (англ. Minimally Invasive Surgical Trainer-Virtual Reality, MIST-VR), де учасники практикуються 10 разів поспіль впродовж 1-місячного періоду. Оцінки лапароскопічних навичок включають в себе час, помилки та «оптимізація» рухів рук, що визначаються симулятором.
EyeSi — це симулятор віртуальної реальності для навчання внутрішньоочної хірургії. Симулятор хірургії очей англ. HelpMeSee Eye Surgery — це ще один симулятор віртуальної реальності з тактильним зворотним зв'язком у реальному часі, який використовується для підготовки слухачів для мануальної хірургії катаракти.

## Інші симулятори
Окрім навчання хірургічним процесам, а також моделюванні операцій, важливим є імітація органів чи тканин організму людини. Первісно, завдяки якісному зображенню і коректній математичній моделі можна було уникнути негативних результатів, виявити недоліки продуманої операції, а також визначити можливі ускладнення під час ходу операції. Активно в моделюванні якісних зображень для хірургії використовують самоорганізовуючі мережі, які є досить потужним засобом у застосуванні в таких задач як сегментація зображення. Саме такий тип результатів дозволяє медикам досліджувати різні органи людського організму задля виявлення дефектів чи хвороб, іноді сегментація медичних зображень навіть дозволяє
уникнути хірургічного втручання.